# 短颖草属
短颖草属（学名：Brachyelytrum）是禾本科下的一个属，为多年生草本植物。该属仅有短颖草（Brachyelytrum erectum）一种，分布于北美东部和东亚。